# 대한민국의 군 목록
다음은 대한민국의 군 목록이다.

## 부산광역시
- 기장군

## 대구광역시
- 달성군
- 군위군

## 인천광역시
- 강화군
- 옹진군

## 울산광역시
- 울주군

## 경기도
- 연천군
- 가평군
- 양평군

## 강원특별자치도
- 홍천군
- 횡성군
- 영월군
- 평창군
- 정선군
- 철원군
- 화천군
- 양구군
- 인제군
- 고성군
- 양양군

## 충청북도
- 보은군
- 옥천군
- 영동군
- 증평군
- 진천군
- 괴산군
- 음성군
- 단양군

## 충청남도
- 금산군
- 부여군
- 서천군
- 청양군
- 홍성군
- 예산군
- 태안군

## 전북특별자치도
- 완주군
- 고창군
- 부안군
- 임실군
- 순창군
- 진안군
- 무주군
- 장수군

## 전라남도
- 담양군
- 곡성군
- 구례군
- 고흥군
- 보성군
- 화순군
- 장흥군
- 강진군
- 해남군
- 영암군
- 무안군
- 함평군
- 영광군
- 장성군
- 완도군
- 진도군
- 신안군

## 경상북도
- 의성군
- 청송군
- 영양군
- 영덕군
- 청도군
- 고령군
- 성주군
- 칠곡군
- 예천군
- 봉화군
- 울진군
- 울릉군

## 경상남도
- 함안군
- 거창군
- 창녕군
- 고성군
- 하동군
- 합천군
- 남해군
- 함양군
- 산청군
- 의령군

## 같이 보기
- 대한민국의 설치순 도시 목록